# Ting opkaldt efter Niels Bohr
Niels Bohr (1885–1962), var en dansk fysiker, der kom med fundamentale bidrag til forståelsen af atomstrukturen og kvanteteori. Han har lagt navn til en række forskellige ting, som er listet nedenfor.

## Fysik og kemi
- BKS teori
- Bohr-Einsteins debatter
- Bohr–Kramers–Slater teori
- Bohr-orbital
- Bohr-radius
- Bohr (enhed)
- Bohr–Sommerfeld kvantisering, se Sommerfeld–Bohr teori
- Bohr–van Leeuwen teorem
- Bohr komplementaritetsprincip, se Komplementaritetsprincip
- Bohr korrespondanceprincip, se Korrespondanceprincip
- Bohr magneton
- Bohrfrekvens, se Bohrs atommodel
- Bohrium, grundstof med atomnummer 107.[1]
- Bohrs atommodel
- Bohrs model for kemisk binding
- Niels Bohr-medaljen, videnskabspris indstiftet ved Bohrs 70-års fødselsdag.
- Sommerfeld–Bohr teori

## Astronomi
- Asteroiden, 3948 Bohr, blev opkaldt efter ham i 2013[2]
- Bohr (månekrater), et månekrater

## Andet
- Niels Bohr Institutet på Københavns Universitet, grundlagt i 1921 af Bohr selv.[3]
- Højhuset Bohrs Tårn i Carlsbergbyen, København[4]
- Bohrskolen, en folkeskole i Esbjerg med tre afdelinger:[5]
  - Ådalskolen Bohr, i Sædding
  - Fourfeldtskolen Bohr, i Fovrfeld
  - Vitaskolen Bohr, i Gjesing
- Neil's Bahr, er en populær tegnieserie- og science-fiction-baseret bar i Houston, Texas
- Gader og veje
  - Bohrs Gade i København (opkaldt efter Niels og Aage Bohr i fællesskab)[6]
  - Niels Bohrs Allé i Odense[6]
  - Niels Bohrs Vej i Aalborg[6]
  - Niels Bohrs Plads i Brønderslev.[6]
  - Route Bohr på CERN i Meyrin, tæt ved Genève[7][8]
- Niels Bohr Library & Archives på American Institute of Physics
- Cenotaph for Niels Bohr, et konceptuelt arkitektprojekt.